# Gerolamo Borgazzi
Gerolamo Borgazzi (Milano, 1808 – Milano, 1848) è stato un patriota italiano, protagonista delle Cinque giornate di Milano e delle Quattro giornate di Monza.
Ex ufficiale della Legione straniera francese, si distinse per il coraggio dimostrato durante i moti rivoluzionari del 1848, cadendo in combattimento a Porta Comasina.

## Biografia

### Giovinezza e arruolamento nella Legione straniera
Nato a Milano nel 1808, Gerolamo Borgazzi emigrò in Francia nel 1829 per motivi politici. Nel 1834 aderì alla Giovine Italia, movimento fondato da Giuseppe Mazzini, partecipando al tentativo insurrezionale in Savoia. Catturato dalla polizia francese, fu deportato in Algeria, dove si arruolò nella Legione straniera. Combatté con valore, guadagnando i gradi di sergente maggiore, e nel 1836 fu inviato in Spagna, dove prese parte alla Prima guerra carlista. Promosso tenente, fu decorato dalla regina Isabella II di Spagna per meriti militari.
Nel 1843 rientrò in Italia e fu assunto come ispettore ferroviario presso i cantieri della ferrovia Milano-Venezia, operando in particolare a Monza.

### Quattro giornate di Monza
Il 18 marzo 1848, mentre a Milano scoppiavano i moti contro il dominio austriaco, anche nel capoluogo brianzolo si levò la rivolta. L'arciprete Francesco Zanzi fece suonare le campane delle chiese, mentre in città venivano lanciati messaggi insurrezionali tramite palloni aerostatici, incitando la popolazione a insorgere. Tra i primi a rispondere vi furono Borgazzi, lo studente Enrico Cernuschi e altri notabili cittadini. I rivoltosi si radunarono sotto i portici dell'Arengario e si impadronirono della stazione ferroviaria, strategica per collegarsi con Milano.
Sotto la guida di Borgazzi, circa 4000 volontari, in parte contadini, in parte artigiani e operai, formarono una colonna armata che attaccò la guarnigione austriaca, causando 15 morti e 45 feriti tra le file imperiali. La colonna, nota come Falange brianzola, marciò di notte e all'alba del 22 marzo fece ingresso a Milano da Porta Comasina (oggi Porta Garibaldi), nel pieno delle Cinque giornate di Milano.

### Cinque giornate di Milano e morte
Giunto a Milano, Borgazzi si unì agli insorti milanesi, che da giorni combattevano le truppe austriache asserragliate nei punti strategici della città. La Falange brianzola, da lui guidata, si distinse per l'azione energica nel settore nord-occidentale. Dopo aver tentato di impadronirsi della polveriera di Lambrate, Borgazzi guidò l'assalto presso Porta Comasina, dove gli scontri erano particolarmente violenti.
Durante la battaglia fu colpito al petto da una palla di moschetto e morì poco dopo. Il suo sacrificio fu ricordato da contemporanei e cronisti; Ignazio Cantù, nel suo racconto storico delle Cinque giornate, scrisse:
Siamo liberi. Una colonna d'uomini (…) giunse a Monza e così ordinati in oltre tremila arrivarono alla Porta Comasina di Milano. Forse non sarà creduto, chi dirà ai nostri posteri, che una legione di contadini, staccatisi dalle madri e dalle mogli piangenti, avvezzi alla pacifica vita dei campi e dei mestieri, attaccati al loro casolare (…), dimentica tutto per gittarsi contro le bocche di cannone.

## Eredità
La città di Monza gli ha dedicato una via che parte da Corso Milano e segue simbolicamente il tracciato compiuto dalla colonna insurrezionale da Monza a Milano nel marzo del 1848. La figura di Borgazzi è oggi ricordata come uno dei principali simboli del patriottismo brianzolo e lombardo durante il Risorgimento.